# Helmuth Warnke
Helmuth Cäsar Fritz Warnke (* 31. Juli 1908 in Hamburg; † 18. März 2003 ebenda) war ein deutscher Maler, Redakteur, Politiker und Publizist.

## Leben und Wirken
Helmuth Warnke war ein Sohn des Klempners Max Warnke und dessen Gattin Emma, geborene Besch. Sein Vater gehörte der SPD und später der KPD an und kämpfte für die Rechte von Arbeitern. Helmuth Warnke verbrachte seine Kindheit in Eimsbüttel und seine Jugend Langenhorn. Zur Schule ging er von 1914 bis 1920 an der Volksschule Lutterothstraße und bis 1923 an der Volksschule Langenhorn. Anschließend ging er nach Wustrow. Dort absolvierte er eine Malerlehre, arbeitete als Handwerker und war als Arbeiterkorrespondent für die Hamburger Volkszeitung tätig. Dem Vorbild seines Vaters folgend trat Warnke 1926 in die KPD ein. Er hoffte, die Unterschiede zwischen Arbeitern und Firmenbesitzern beseitigen zu können und der Arbeiterschaft somit zu ermöglichen, vollständig am gesellschaftlichen Leben teilzunehmen.
1927 ging Warnke zurück nach Hamburg. Dort arbeitete er bei verschiedenen Firmen als Maler und wurde Gewerkschaftsmitglied. Als er zwischenzeitlich arbeitslos geworden war, ging er auf Wanderschaft. 1931 kehrte er erneut in seine Geburtsstadt zurück und arbeitete für Metall- und Medizinbetriebe. Aus politischen Gründen durfte er keine Meisterprüfung absolvieren. Warnke engagierte sich in der Gewerkschaft und gehörte der SPD-Kommission der KPD an, die eine Kooperation beider Parteien anbahnen sollte. Als das Zentralkomitee der KPD 1931 beschloss, die SPD abwählen zu wollen, hatte Warnke dafür keinerlei Verständnis.

## Inhaftierungen und Nachkriegszeit
Während der Zeit des Nationalsozialismus fertigte Warnke Flugblätter für die KPD an, die er auch verteilte. Aus diesem Grund ergingen gegen ihn zwischen 1933 und 1936 mehrere Verurteilungen aufgrund von „Hochverrat“s. Warnke saß insgesamt zweieinhalb Jahre in Untersuchungshaft im KZ Fuhlsbüttel, wo er schwer gefoltert wurde. In der Zwischenzeit arbeitete er als Maler oder Vorarbeiter für verschiedene Arbeitgeber. Da Warnke erheblich gesundheitlich beeinträchtigt war und unter den Folgen der Folterungen litt, aber auch aufgrund seiner politischen Ansichten, galt er während des Zweiten Weltkriegs zunächst als „wehrunwürdig“. Trotzdem wurde er 1941 zu den Landesschützen eingezogen und an die Kriegsfront nach Frankreich abkommandiert. Kurze Zeit später galt er als voll wehrtauglich.
Der Krieg führte Warnke nach England, wo er im Herbst 1944 von amerikanischen Truppen verhaftet und nach Arkansas gebracht wurde. Dort rief er das Komitee für Frieden und Demokratie ins Leben. Diese Einrichtung mit 500 Mitgliedern bot insbesondere demokratische Bildung an. Im Frühjahr 1945 endete Warnkes Haftzeit. Er galt als anerkannter politisch Verfolgter und arbeitete zunächst als Hilfsarbeiter und Maler. Außerdem engagierte er sich erneut in der KPD. 1947 erhielt er von der Partei eine hauptamtliche Stelle als Sekretär der Abteilung Arbeit und Soziales und einen Sitz im Landesvorstand. Als Funktionär übernahm er organisatorische Aufgaben, unterstützte Betriebsgruppen und hielt Bildungsveranstaltungen ab. Warnke organisierte eine parteiübergreifende Initiative, die eine erneute Militarisierung zunächst West-, später auch Ost-Deutschlands verhindern wollte und die in der KPD zu kontroversen Auseinandersetzungen führte. Er wird wegen „Opportunistischer Abweichung von der Generallinie der Partei“ zur Parteischule nach Heidenoldendorf abkommandiert. 1952 erhielt Warnke eine dreimonatige Haftstrafe. Grund hierfür war ein Plakat der KPD, für das er presserechtlich verantwortlich zeichnete und das der Bürgermeister Max Brauer als beleidigend ansah. Ebenfalls ab 1952 redigierte Warnke das Ressort Gewerkschaftsfragen, Arbeit und Soziales des Parteiblattes Hamburger Volkszeitung.
Aufgrund aus seiner Sicht unmenschlicher und politisch nicht erklärbarer „Säuberungsaktionen“ ging Warnke zunehmend auf Distanz zur KPD. Hinzu kam, dass die Partei nahezu keine demokratischen Organisationsformen hatte und zunehmend eine Politik verfolgte, die nicht der arbeitenden Bevölkerung und deren Anliegen diente. Nach dem Ende des Arbeiteraufstands von 1953 kritisierte Warnke die Partei derart deutlich, dass er im Januar 1954 aus der KPD ausgeschlossen wurde.
Mit dem Parteiausschluss endete auch Warnkes Tätigkeit als Redakteur der Hamburger Volkszeitung. Er arbeitete zunächst als Maler, von 1962 bis 1973 bei der sowjetischen Schiffsversicherungsgesellschaft Schwarzmeer und Ostsee-Rückversicherung, später bei der Krankenversicherung Barmenia. Begleitend hierzu engagierte er sich lange politisch. Von 1955 bis 1962 hatte er den Vorsitz der Internationale der Kriegsdienstgegner/innen inne. Von 1961 bis 1970 war er Mitglied der Deutschen Friedens-Union. Ein Einzug über ein Direktmandat in den Deutschen Bundestag 1961 scheiterte. 1975 ging Warnke gemeinsam mit anderen erfolgreich gegen die vom Senat beabsichtigte Schließung des Krankenhauses Ochsenzoll vor. 1982 trat er in die Grün-Alternative Liste Hamburg ein und saß für die Partei bis 1984 im Ortsausschuss Fuhlsbüttel. Die Parteimitgliedschaft endete 1999 aufgrund der Zustimmung der Partei zum Kriegseinsatz im Bosnienkrieg, die der Pazifist Warnke nicht mittragen wollte.
Helmuth Warnke war mit Herbert Warnke, dem früheren FDGB-Vorsitzenden, verwandt. Er war der jüngste Bruder seines Vaters.
Neben diesen Tätigkeiten verfasste Warnke als Stadtteilchronist Bücher über Eimsbüttel und Langenhorn. Darin stellte er insbesondere die Situation sozial benachteiligter Menschen dar. Warnke engagierte sich in einer Anfang der 1980er Jahre von ihm gegründeten Initiative für eine Gedenkstätte, die an das ehemalige KZ Fuhlsbüttel erinnert. Warnke sprach in zahlreichen Schulen, Bücherhallen und Jugendeinrichtungen über die Zeit des Nationalsozialismus. Die Bezirksversammlung Hamburg-Nord ehrte ihn hierfür 2001 öffentlich.

## Werke
- Der verratene Traum. Langenhorn. Das kurze Leben einer Hamburger Arbeitersiedlung. VSA-Verlag, Hamburg 1983, ISBN 3-87975-666-X.
- ... nicht nur die schöne Marianne. Das andere Eimsbüttel. VSA-Verlag, Hamburg 1984, ISBN 978-3-87975-710-7.
- Das kostbare Gut. AK Heidberg, die abenteuerliche Geschichte eines Krankenhauses. VSA-Verlag, Hamburg 1985, ISBN 3-87975-300-X.
- Bloss keine Fahnen. Auskünfte über schwierige Zeiten 1933-1953. VSA-Verlag, Hamburg 1988, ISBN 3-87975-429-2.
- Sonntags gönn' ich mir die Alster: Hamburger Schubladengeschichten. VSA-Verlag, Hamburg 1994, ISBN 3-87975-646-5.
- Ich habe mir eine Distel ans Jackett gesteckt. Gedichte. Idee, Satz & Druck, Hamburg 2001.